# Eppinger Stadtanzeiger

Titelkopf des Eppinger Stadtanzeigers

Der Eppinger Stadtanzeiger ist seit 1977 das amtliche Mitteilungsblatt der Stadt Eppingen im nördlichen Baden-Württemberg.
Der Gemeinderat der Stadt Eppingen beschloss Ende 1976, dass das Bürgermeisteramt Eppingen ein eigenes Mitteilungsblatt mit der Bezeichnung Eppinger Stadtanzeiger herausgibt. Seit dem 1. Februar 1977 erscheint es wöchentlich und enthält sämtliche amtliche Mitteilungen der Stadt Eppingen. Daneben werden Berichte über Gemeinderatssitzungen, Ausschusssitzungen des Gemeinderats, Vereins- und Parteiveranstaltungen, kirchliche und sonstige Veranstaltungen abgedruckt. Der Stadtanzeiger soll das ganze lokale Geschehen der Stadt mit seinen Ortsteilen widerspiegeln. Damit hat er die Aufgabe, ein Integrationsfaktor aller Stadtteile zu sein.
Der Eppinger Stadtanzeiger soll nicht die Aufgabe einer Tageszeitung übernehmen, sondern lokale und kommunale Nachrichten in möglichst viele Haushaltungen tragen.